# 酥油

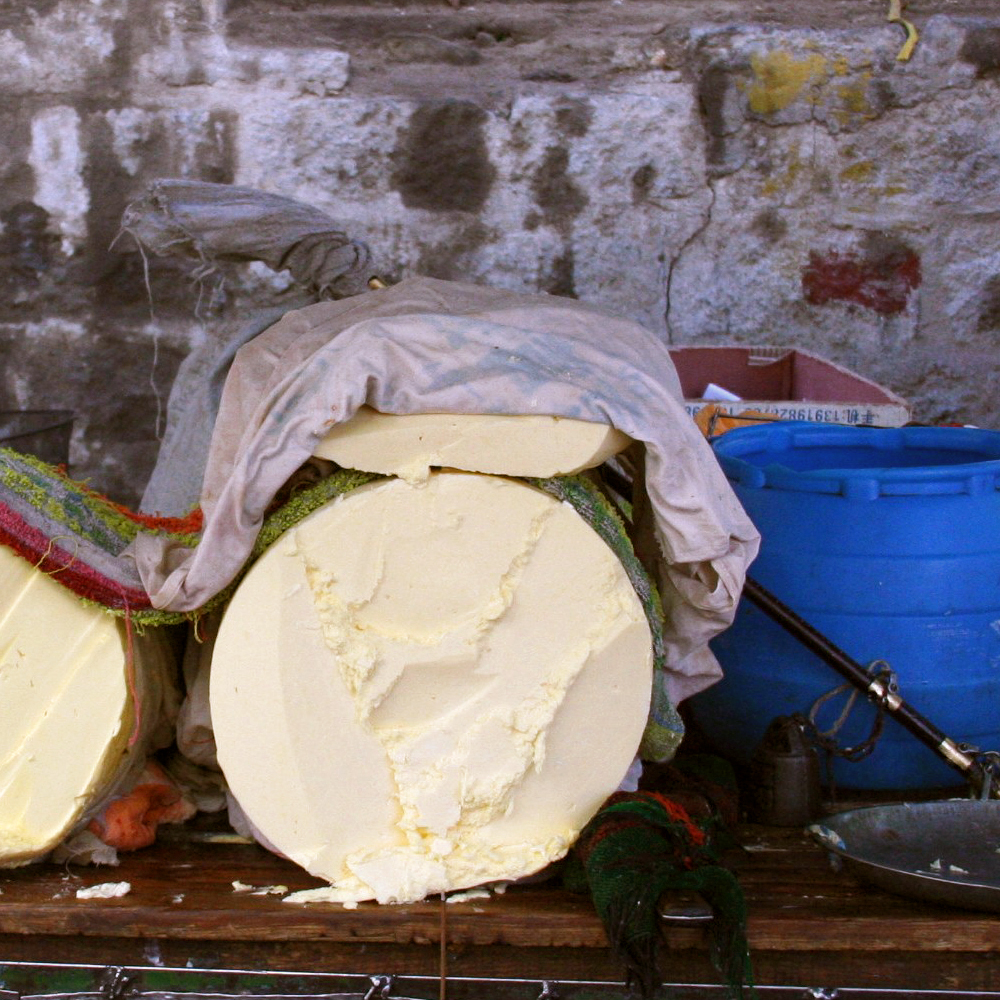
拉薩市集上販賣的酥油

酥油是以馴養的犛牛（學名：Bos grunniens）之產乳製成的奶油。它是中亞南部和青藏高原的放牧人家最重要的主食和貿易食品之一。
酥油脂質含量是牛奶的兩倍，口感近似起司甚於奶油。酥油可製成酥油茶。
中共中央党校副教授强舸指出，早年藏族因为物质贫乏，酥油很少，只能给老人、客人和要干活的成年人吃；为防止自控能力差、嘴馋的小孩子偷吃，就编出“小孩子吃酥油茶烂耳朵”的谎话吓唬小孩子。